# Бобадела (Ботикаш)
Бобадела (порт. Bobadela) — район (фрегезия) в Португалии, входит в округ Вила-Реал. Является составной частью муниципалитета Ботикаш. По старому административному делению входил в провинцию Траз-уж-Монтиш и Алту-Дору. Входит в экономико-статистический субрегион Алту-Траз-уш-Монтеш, который входит в Северный регион. Население составляет 354 человека на 2001 год. Занимает площадь 14,78 км².
Покровителем района считается Архангел Михаил (порт. São Miguel).